# Jason Burnham
Jason Burnham (sinh ngày 8 tháng 5 năm 1973) là một cầu thủ bóng đá người Anh, thi đấu ở vị trí hậu vệ ở Football League cho Northampton Town và Chester City.